# Snježana Abramović Milković
Snježana Abramović Milković, (2. studenoga 1961.) je hrvatska plesačica, koreografkinja i kulturna menadžerica.
Niz godina radila je kao plesačica, a 1992. godine postaje umjetničkom voditeljicom Zagrebačkog plesnog ansambla.
Od 10. prosinca 2014. ravnateljica je Zagrebačkog kazališta mladih.

## Obrazovanje
Godine 1980. diplomirala je na Školi za balet i ritmiku Ane Maletić u Zagrebu, na Odsjeku ritmike i plesa, a 1991. na Prirodoslovno-matematičkom fakultetu, Odsjeku eksperimentalne biologije. Godine 2004. sudjelovala je u Programme Courants du Monde u organizaciji Maisones des Cultures du Monde i Ministarstva vanjskih poslova Republike Francuske koji je realizirala proučavajući produkcijske modele i načine financiranja plesnih centara u Francuskoj, kao i modele organizacije Ministarstva kulture Francuske.

## Suradnica za scenski pokret
Suradnica je za scenski pokret u kazališnim predstavama relevantnih hrvatskih kazališta kao što su:
- Zagrebačko kazalište mladih, Zagreb
  - Mirni dani u Mixing partu, E. Loe, r. Boris Liješević, 2013. – Europa, I. Sajko, r. Franka Perković, 2007.
  - Palačinke, F. Nola, r. F. Nola, 2004.
  - Kraljevo, Miroslav Krleža, r. Paolo Magelli, 2000.

- HNK Zagreb, Zagreb
  - Glorija, Ranko Marinković, r. Božidar Violić, 2004.
  - Romeo i Julija, William Shakespeare, r. Petar Veček, 2003.

- HNK Varaždin, Varaždin
  - Marija Stuart, F. Schiller, r. Petar Selem, 2009.

- GK Gavella, Zagreb 
  - Kroatenlager, M. Krleža, r. Zlatko Vitez, 2001.
  - Umišljeni bolesnik, J. B. Moliére, r. Zlatko Bourek, 2000.
  - Mjesec dana na selu, I. S. Turgenjev, r. Paolo Magelli, 1998. (Nagrada hrvatskog glumišta za najbolju predstavu u cjelini 1998.)
  - Zimska priča, W. Shakespeare, r. David Farr, 1998.
  - Richard III, W. Shakespeare, r. Jagoda Buić, 1997.

- Trešnja, Zagreb
  - Veli Jože, Vladimir Nazor, r. Zoran Mužić, 2010.
  - Velika očekivanja, Charles Dickens, r. Saša Broz, 2002.

- Istarsko narodno kazalište, Pula
  - Kapetan John Peoplefox, D. Radović, r. Mustafa Nadarević, 2005.

- Kazalište Ulysses, Zagreb
  - Play Beckett, Rade Šerbedžija / B. Vujčić / S. Beckett, r. Rade Šerbedžija, 2004.

- Teatar Rugantino, Zagreb
  - Prva žena, druga žena, r. Vladimir Stojsavljević, 2006. (2008. Zlatni zub – nagrada za najbolju predstavu u cjelini na Festivalu smijeha i komedije).

- GK Kerempuh, Zagreb
  - Cabaret, J. Masteroff / F. Ebb / J. Kander, r. Vlatko Dulić, 2001.
  - Revizor, N. V. Gogolj, r. Paolo Magelli, 1997. (1998. Zlatni smijeh – nagrada Večernjeg lista za najbolju predstavu u cjelini na 22. danima satire).
  - Pir malograđana, Bertolt Brecht, r. Eduard Miler, 1996. (1997. Nagrada hrvatskog glumišta za najbolju predstavu u cjelini u kategoriji drame).

- Dubrovačke ljetne igre
  - Orestija, Eshil, r. Ozren Prohić, 2007. - koreografija svečanog otvorenja Dubrovačkih ljetnih igara, 2003.

- Splitsko ljeto
  - koreografija svečanog otvorenja, 1994.

- Zagrebačko kazalište lutaka, Zagreb
  - Pepeljuga, Charles Perrault, r. Saša Broz, 2013.
  - Pismo iz Zelengrada, N. Videk, r. Zoran Mužić, 2006.

- Gradsko kazalište Žar ptica, Zagreb
  - Siromah i vrag, Zinka Kiseljak, r. Saša Broz, 2012.

- Kazalište Virovitica, Virovitica
  - E, moj Pinokio, r. Dražen Ferenčina, 2009.
  - Mačke, A. E. Jarleman, r. Damir Mađarić, 2003.

- Dječje kazalište Branka Mihaljevića, Osijek
  - Grozdana na zrnu papra, A. D. Pongrašić, r. Dražen Ferenčina, 2005.

## Koreografkinja u operama
Kao samostalna umjetnica, radi u eminentnim kazalištima u zemlji te je dosada koreografirala u 18 opernih naslova:
- Hrvatsko narodno kazalište Ivana pl. Zajca, Rijeka
  - Okretaj zavrtnja, Benjamin Britten, r. Ozren Prohić (u koprodukciji s HNK u Šibeniku), 2013.
  - Guslač na krovu, Jerry Bock, r. Ozren Prohić, 2012.
  - Casanova u Istri, Alfi Kabiljo, r. Krešimir Dolenčić, 2009.
  - Seviljski brijač, Gioachino Rossini, r. Ozren Prohić, 2008.
  - La Gioconda, Amilcare Ponchielli, r. Ozren Prohić, 2006.
  - Judita, Marko Marulić, r. Petar Selem, 2006.

- Hrvatsko narodno kazalište u Zagrebu
  - Postolar od Delfta, Blagoje Bersa, r. Krešimir Dolenčić, 2012.
  - Mirjana, J. Mandić, r. Petar Selem, 2008.
  - Krabuljni ples, Giuseppe Verdi, r. Plamen Kartaloff, 2007.
  - Kći pukovnije, Gaetano Donizetti, r. Krešimir Dolenčić, 1997.

- Hrvatsko narodno kazalište Split
  - Maršal, Silvio Foretić, r. Mario Kovač, 2011.
  - Šišmiš, J. Strauss ml., r. Ozren Prohić, 2011.
  - Macbeth, Giuseppe Verdi, r. Petar Selem (koreografkinja i asistentica redatelja), 2010. 
  - Faust, Charles Gounod, r. Krešimir Dolenčić, 2008.
  - Splitski akvarel, Ivo Tijardović, r. Krešimir Dolenčić, 2008.
  - Manon Lescaut, Giacomo Puccini, r. Petar Selem (koreografkinja i asistentica redatelja), 2007.
  - Stanac, Jakov Gotovac, r. Leo Katunarić, Splitsko ljeto, Dubrovačke ljetne igre,1996.

- Hrvatsko narodno kazalište u Osijeku
  - Figarov pir, Wolfgang Amadeus Mozart, r. Ozren Prohić, 2002.

## Rad u Zagrebačkom plesnom ansamblu
Umjetnička je voditeljica Zagrebačkog plesnog ansambla od 1992. godine. 22 cjelovečernje plesne predstave ansambla i realizira više od 15 koprodukcija s kazalištima i nezavisnim grupama u zemlji i inozemstvu. Organizira gostovanja na relevantnim festivalima i kazališnim kućama u inozemstvu te ZPA gostuje u Njemačkoj, Francuskoj, Belgiji, Rusiji, Sloveniji, Mađarskoj, Italiji, Portugalu, Litvi, Španjolskoj, Bosni i Hercegovini, Srbiji, Poljskoj, Meksiku, Egiptu, Koreji i Izraelu. Iznimna reputacija Zagrebačkog plesnog ansambla počiva na originalnim radovima. Pod njezinim umjetničkim vodstvom ansambl surađuje s priznatim umjetnicima iz zemlje i inozemstva. Za rad ZPA značajno je otvaranje prostora novom načinu razmišljanja o plesu i prostoru za istraživanje.

## Festival plesa i neverbalnog kazališta Svetvinčenat
Godine 2000. osnovala je Festival plesa i neverbalnog kazališta Svetvinčenat, gdje je umjetnička direktorica.
Festival plesa i neverbalnog kazališta svojom se dugom tradicijom pokazao kao omiljeno okupljalište plesnih stručnjaka i ljubitelja plesne umjetnosti. Festival je predstavio više od 150 grupa iz Hrvatske i svijeta s više od 190 produkcija, što ga čini najvažnijim ljetnim plesnim festivalom u regiji. Festivalski ciljevi sastoje se od prezentiranja recentnih inozemnih i domaćih ostvarenja iz područja plesa, edukacije novih generacija publike, promocije interkulturalnog dijaloga i transnacionalne mobilnosti suvremenog plesa. Festival je posjetilo više od 40.000 gledatelja.

## Profesionalna plesačica
Od 1980. godine do 2004. godine kao aktivna profesionalna plesačica suvremenog plesa nastupa u Hrvatskoj u značajnim plesnim produkcijama:
- Isto, Ksenija Zec, Teatar &TD, 2004.
- M.U.R., Ksenija Zec, Teatar &TD, 2002.
- Lovci čežnje, Bebeto Cidra, ZKM, 1998.
- Pohvala sladostrasti, Kilina Cremona, ZKM, 1996.
- Prepoznavanje krajolika, J. C. Garcia, ZKM,1996.
- Tango je tužna misao koja se pleše, Ksenija Zec, ZKM, 1995.
- Sub Rosa, Katja Šimunić, ZKM, 1994.
- Ruta, Jasminka Neufeld, ZKM, 1993.
- Koraci, Samuel Beckett, r. S. Ivić, HNK Osijek, prva ratna premijera, 1992.
- Madrid cafe, Katja Jocić, Jasminka Neufeld-Imrović, Ksenija Zec, Klub Kulušić, 1991.
- Travijata, r. Branko Brezovac, k. J.Besprozvany, koprodukcija Eurokaz i ZKM, 1989.
- Vilina kosa, Katja Šimunić, Klub Kulušić, 1986.
- Mansarda, Katja Šimunić, Klub Kulušić, 1983.

## Vanjske poveznice
- Zagrebački plesni ansambl: Snježana Abramović Milković (životopis) (hrv.) (engl.)
- HNK "Ivan pl. Zajc": Snježana Abramović Milković  Arhivirana inačica izvorne stranice od 2. travnja 2015. (Wayback Machine) (životopis)
- Festival plesa i neverbalnog kazališta Svetvičenat / Umjetnička voditeljica: Snježana Abramović Milković (životopis)